# Delias joiceyi
Delias joiceyi is een vlindersoort uit de familie van de Pieridae (witjes), onderfamilie Pierinae.
Delias joiceyi werd in 1920 beschreven door Talbot.